# Felsőtopa
Felsőtopa (régebben Topa, románul Topa de Sus) falu Romániában, a Partiumban, Bihar megyében.

## Fekvése
A Király-erdő alatt, Magyarcsékétől és Alsótopától északkeletre, a Topa patak völgyében, Nánhegyes északnyugati szomszédjában fekvő zsáktelepülés.

## Története
A települést 1508-ban említette először oklevél Felsew Topa néven.
1808-ban Topa (Felső-), 1888-ban Felső-Topa, 1913-ban Felsőtopa néven írták.
A 19. század elején az államkincstár birtoka volt, utána Zseny Jánosnak, Kalicza Jánosnak és a Suhajda család, a 20. század elején pedig a Van-Roen és a Heinrich családok birtoka volt.
1851-ben Fényes Elek írta a településről:
Felső-Topa, Bihar vármegyében, igen hegyes vidéken, 540 óhitü lakossal, anyatemplommal. Van itt egy urasági szeszgyár, birják Kalicza János és Zseny János.
1910-ben 803 lakosából 5 magyar, 747 román, 37 ruszin volt. Ebből 37 görögkatolikus, 760 görögkeleti ortodox volt.
A trianoni békeszerződés előtt Bihar vármegye Magyarcsékei járásához tartozott.
A 20. század elején lakosainak nagyobb része iparos és különösen a kerékgyártást, a kovács-, pintér- és az ácsmesterséget űzte.
A 2002-es népszámláláskor 760 lakosa mind román nemzetiségű volt.

## Nevezetességek
- Görögkeleti temploma 1731-ben épült.